# 日向宁次
日向寧次 （日向ネジ，Hyuga Neji）是動漫《火影忍者》的角色，於《李洛克的青春全力忍傳》中擔綱第二男主角。他是日向家族成员，拥有血继限界瞳術白眼和家传绝技体术回天（被稱為另一種絕對防禦）及柔拳（八卦掌）。

## 個人檔案
- 性格、特徵：冷靜、沉默、現實主義
- 想要交手的對象：日向日足、漩渦鳴人、李洛克、宇智波佐助
- 隊友：李洛克、天天
- 關心的人:日向雛田、李洛克、漩涡鸣人、天天
- 興趣：冥想
- 堂甥:慕留人(最終話)、向日葵(最終話)
- 喜歡的食物:鯡魚蕎麥麵
- 討厭的食物:南瓜
- 喜歡的話:命運（第一部），飛躍（第二部）
- 查克拉屬性：水、火、土[2]
- 忍者學校畢業年龄：12
- 上忍升級年齡:15（直接跳为上忍）
- 又名日向 镙 旋

## 身世
蓄著黑色長髮並且在髮尾綁成小束，由於是日向一族的分家族人，有著白色的眼瞳，額頭上青色的交叉印記（漫畫中是卍字）與兩條反方向鉤紋，是被宗家施展了用以限制白眼能力，直到自身死亡才會消失的咒印。寧次是雏田的堂兄，比鳴人他们早一届畢業，和宇智波佐助一样是个人见人誇的天才。和雏田一样，他们两人都是出自木叶最古老的名门：日向一族。只不过宁次是分家的后代，而雏田才是真正名义上的继承人，因为她是宗家的大女儿。
宁次的父亲日向日差和雏田的父亲日向日足是双胞胎攣生兄弟，在宁次四岁时，木叶忍者村和雷之国的云隐忍者村起了冲突。（先前云隐村的忍者想拐走宗家大小姐雏田，但没成功。）而云隐村提出的和解条件是把木叶最古老名门掌门人的首级交出来。宁次的父亲日差甘愿代兄日足赴死，而宁次却一直以为是宗家人逼死了父亲。从此他一直以笼中鸟自比，而且一直仇视日向宗家的人，把所有人（包括自己）的生死荣辱以及成就大小都归结于命运。
直到中忍考试第三场預選的时候，他面对了自己的堂妹雏田，并毫不留情地当面羞辱她；被激怒的鸣人大声喊出的激励话唤醒了一直喜欢自己的雏田的鬥志，不过还是不敌宁次那与生俱来的天份，被打成重伤。正當寧次要使出最後殺招的一掌時，被作為裁判官的月光疾風以及旗木卡卡西、寧次的導師邁特凱、雛田的導師夕日紅四位上忍及時出手阻止，遏止住寧次的殺招。鸣人抓起被寧次重傷不起的雛田的血跡，信誓旦旦地发誓要為了貫徹雛田的忍道而打败宁次。
似乎真是天意作怪，鸣人在第三场正式考试的时候还真遇到了宁次，并设法了解了他郁闷的原因，并大加反驳。鳴人眼见被寧次的回天與八卦六十四掌，封住查克拉也無法使用查克拉，打得毫無還手之力即將落敗時，好在自來也有教導鳴人如何使用九尾妖狐的查克拉帮了他大忙。
鸣人反败为胜后，雏田的父亲日足也就是宁次的伯父，告诉了他當年他父親死亡的真相，並给他看了宁次父亲的绝笔，宁次这才恍然醒悟。鳴人教會了寧次，平庸的吊車尾也是可以擺脫宿命的，寧次你一樣也可以，从此他把鸣人看成是將他從黑暗之中解救出來的人，和鸣人的关系也大有改善。
寧次的性格十分冷靜沉默，但也由於這一點使他擁有比一般人更聰明敏銳的能力，雖說看似毫無感情，但其實卻常常沉思，也其實十分關心同伴。

## 劇中表現

### 中忍考試篇
中忍考試筆試時，寧次發動白眼，窺看考場暗樁試卷上的答案。
中忍考試第二場通過死亡森林時，因為隊友李洛克不敵音忍敗下陣來，準備給與支援時，目擊了宇智波佐助發動咒印姿態對陣音忍的畫面。第三場預選考試在旁觀戰時，用白眼觀察到油女志乃體內蔓佈的寄壞蟲。
寧次在中忍考試時，第三場預選考試的對手、是同為日向一族的日向雛田。對戰之初，他就不斷地羞辱對方。他認為以雛田的能力，根本不足以成為他的對手，『勸喻』雛田早早放棄比賽。他又認為人一生的能力已是命中注定，雛田就算再怎樣令自己變強，也無法改變是弱者的命運。但雛田在鳴人的激勵下，曾表現出勇敢的一面，跟寧次打得難分難解；而寧次對其一反常態，多次被打倒後又站起來的行為，深感驚異。然而，畢竟雙方的實力相去甚遠，雛田先後被寧次以點穴術及柔拳攻擊，已體力不支。隨後寧次更欲殺死這個屬於宗家的堂妹。正當寧次要使出最後殺招的一掌時，被作為裁判官的月光疾風以及旗木卡卡西、寧次的導師邁特凱、雛田的導師夕日紅四位上忍及時出手阻止，遏止住寧次的殺招。雛田才免於一死，但雛田已吐血倒在地上。戰後寧次恥笑雛田及為雛田打氣的鳴人為『吊車尾』，認為這是他們一生不可改變的事實。這卻使正在雛田身旁的鳴人大感憤怒，並立誓要在第三場正式考試中擊敗寧次。
鳴人在第三場正式考試時真的遇上了寧次。寧次先後使出了多項宗家絕技，包括八卦六十四掌、回天、點穴術等，不單完全防禦鳴人的物理性攻擊，更使鳴人完全敗下陣來。對戰當中，寧次更向鳴人透露了為何這麼憎恨宗家，又再次提出人的命運是天生、而不能改變的，所以認為鳴人將會被他擊敗，也是意料中事。但鳴人對他那種思想相當不屑，多次反駁其觀念。及後鳴人在自身的查克拉被寧次的點穴術封鎖時，以精神力量召喚出九尾妖狐的強大查克拉，結果反敗為勝，把寧次重擊於地上。
賽事完結後，雛田的父親日向日足（也就是寧次的伯父）私下尋找寧次，告訴他有關其父日向日差之死的真相；其後更給寧次看了其父的絕筆。寧次這才恍然大悟，知道父親並不是被宗家迫死，而是自願當犧牲者以保衛日向一族。從此他明白人的生命可自由主宰，而不是受操控的。他把鳴人看成是將他從黑暗之中救出來的人，決意要變得比鳴人更強，和鳴人的關係也大有改變。
後來得日向日足的訓練下，增修了日向宗家絕技，在第二篇已升為上忍。

### 佐助營救篇
佐助營救篇中，他是最後一名加入的小組成員。他本想留下照顧剛手術完畢的李洛克，但小李暗示他應該跟隨小組把佐助帶回來，寧次亦明白他的用意。在五人小隊中，他被奈良鹿丸安排在隊伍的最後方，利用白眼對四周進行偵察。當被次郎坊的土遁結界圍困時，以白眼觀察出對方在這個結界裡注入查克拉，故土牆被攻擊後會自動恢復，而且對方能透過結界吸取寧次等人的查克拉。但同時他亦從牙的通牙術攻擊中，觀察出結界裡某些地點的查克拉比較弱，在丁次配合下，眾人破土牆而出。
寧次之後的對手為五音忍中最具分析力、好戰的八足蜘蛛鬼童丸。鬼童丸以蜘蛛束縛術捆著鹿丸、蜘蛛巢開術捕捉鳴人分身及寧次，而牙亦被蜘蛛絲所纏；及後更用蜘蛛黏金術所成的武器當作飛鏢，擲向鳴人的分身，但當中並沒有真身在內，還差點兒被真正的鳴人從後暗算。與此同時，寧次觀察出鬼童丸所製的蜘蛛絲為查克拉所製，故以柔拳術釋放查克拉並切斷蜘蛛絲，救出了小隊各人。他自願留下拖延鬼童丸，讓鳴人、鹿丸及牙繼續追趕音忍及佐助。
鬼童丸從口中不斷吐出蜘蛛網捕捉寧次，及以黏金術化成的武器對寧次施以攻擊。他以為寧次只能以手中的查克拉切斷蜘蛛絲。誰不知寧次也能從身上各穴道釋放出查克拉，瞬間便把蜘蛛絲徹底切斷。寧次以柔拳法‧八卦六十四掌對鬼童丸施以連擊，把鬼童丸打落樹下。不過，鬼童丸也有從身上各處釋放查克拉的能力，而且他的查克拉更能在接觸空氣時化成金屬鐙甲，故寧次的柔拳術對其無效。寧次亦深明此點。
鬼童丸從戰鬥中瞭解寧次是擅於近戰的對手，故選擇以遠距離對寧次進行暗殺。他先以假的引爆符欺騙寧次，並射出許多黏金做成的苦無攻擊寧次，但遭到寧次的八卦掌·回天完全防禦，藏匿處更被寧次以白眼看破。鬼童丸明白他遇上了一個熟練型的對手，故不得不進入咒印狀態 1。鬼童丸再以通靈之術召喚出巨大蜘蛛，並從蜘蛛體內、釋放出許多連接著查克拉蜘蛛絲的小蜘蛛。他的目的就是以蜘蛛絲纏著寧次的回天術，使其轉動減慢，再放出苦無施以暗殺。雖然寧次最終防禦了蜘蛛及苦無，但知道回天術的弱點已被看破，也不能再使用。鬼童丸為了進一步看破寧次白眼的弱點，便放出更多的苦無及小蜘蛛施以襲擊；寧次先後以柔拳·八卦六十四掌及一百二十八掌防禦苦無及蜘蛛，但卻有一支苦無從他的膊頭穿過，使其受傷。鬼童丸立即分析出寧次雖可防禦50米半徑內的遠距離攻擊，及有360度視野，但事實上在其背部胸骨第二節有一處盲點，是其白眼所不能觀察到的。鬼童丸即對這個盲點不斷施以苦無攻擊；及後當寧次以柔拳把下墮的大蜘蛛給打碎後，鬼童丸又乘機放出密集性的苦無攻擊，使寧次重傷倒地。
正當鬼童丸以為對方已死時，寧次再度站起來，使鬼童丸決定以咒印狀態 2對戰寧次，並在額頭上開出第三眼。鬼童丸從口中以查克拉鑄成戰弓，並準備以100%準確度的遠箭對寧次的盲點施以突襲。幸而寧次早已在其四周釋放了大量的查克拉，使箭的方向稍為偏離於致命點（離致命點15cm距離）；但始終因為該箭曾是對準其盲點，寧次無法察覺，故最終仍穿其肩而過。鬼童丸又再射一箭，雖再次被寧次躲過，但事前寧次同樣是感應不到此箭。
寧次面對比自己強的敵人，認為已無法再避開鬼童丸的攻擊；但他想起了鳴人和小李那種不屈不撓的精神。寧次決定硬接鬼童丸第三枝遠箭（準確度為120%），從箭所連接的查克拉蜘蛛絲注入具攻擊性的查克拉，間接性地以柔拳術對鬼童丸的內臟進行破壞。後更對負傷行動中的鬼童丸施以突擊，鬼童丸瞬即重傷倒地。鬼童丸對其不死表示震驚，寧次就指出因為他是被眾人所認定、信賴的『天才』，所以更不能輸給任何人，並決心要改變所謂的『宿命』。寧次亦深信鳴人既然能把他從黑暗帶出來，自然有能力拯救在黑暗中徘徊的佐助。鬼童丸死去後，寧次終於耗盡所有體力、身負重傷倒在地上。一片羽毛徐徐飄下，寧次也在寧靜中『休息』，後幸得上忍靜音及一眾醫療忍者的深切治療，才從死亡邊緣拯救回來。

## 第二部(疾風傳)

### 我愛羅營救篇
與鬼鮫之戰
螺旋的面相明顯較第一部清秀，留了一把長髮，而且已改穿類似日本和服的衣服，和佐助的裝扮極為相似。第三班作為第七班的任務支援而前往砂隱忍者村，而在進入砂隱村內前就遇上了干柿鬼鮫（鬼鮫的象轉分身），並與其對戰。但寧次三人均被鬼鮫所施的水牢術困著，只剩凱老師一人孤身作戰，同伴天天更感呼吸困難。後寧次以白眼看破水牢術的薄弱位置，使用柔拳打破水牢、擊敗水分身，並救了天天。阿凱亦以朝孔雀擊敗鬼鮫，四人驚訝原來這鬼鮫只是一名替身。
與分身之戰
凱小隊（第三班）及旗木卡卡西小隊（第七班）一起趕到『曉』組織眾會的地方。該處被一道巨岩石封鎖入口，而且入口上及另外四處地方有咒印存在，需要同時撕除這五張咒印方可使岩石打開。阿凱小隊便決定分別前往其餘四處咒印所在地，留下卡卡西班在大岩石的咒印處，一同時撕除這五張咒印。但就在咒印被撕除之際，其餘四處咒印所在地發生了怪異現象。咒印附近出現了跟阿凱小隊每一個人一樣的分身，而且連忍術也跟他們一樣。因此寧次跟另一個自己進行對戰。因為分身是以術演變出來，故不會消耗體力；相反，寧次在一輪激戰後，體力已消耗得相當多，所以慢慢及不上分身的實力，並處於下風。後得李洛克的提醒，知道分身只有自己撕開咒印時的力量，所以便使出更強的招式--八卦·破山擊，把分身擊敗。
寧次等四人後來趕上鳴人及卡卡西，並以白眼觀察到迪達拉匿藏處。

### 兩位救世主篇
寧次和阿凱、小櫻以及其他凱班成員到達鳴人與佩因的戰鬥現場會合，見到了鳴人以及身受重傷的雛田。及後鳴人回到木葉，他也在迎接的群眾行列內。後來與紅班、凱班及阿斯瑪班成員聆聽了小櫻出發前請求保密的事件。鳴人、小櫻、卡卡西回到木葉後，寧次試著追問鳴人為何沒有解決佐助，但鳴人只以「時候到自然會說明」回應。

### 忍界戰爭篇
寧次與雛田於忍界戰爭篇被分配到第二部隊—近戰聯合分隊的隊員。但在漫畫515話當中，他的父親日向日差被藥師兜利用穢土轉生召喚出來。在斑的月之眼計畫正式實施後，寧次因過度使用白眼加上身受重傷的緣故，才剛和牙離開前線沒多久便因為體力不支而昏倒，在牙的勸說下回到醫療部接受治療（但此時真正的寧次還堅持在不肯撤退，回到醫療部的，是白絕製造的分身）。然而因為先前被白絕包覆過身體的緣故，導致包含寧次在內的許多忍者都被白絕吸收部份查克拉，使得醫療部到處充斥著白絕的分身。至於真正的寧次卻因為體力處於極度虛弱的狀況，開始連牙和赤丸都無法清楚分辨。漫畫614話寧次為了保護鳴人和雛田，以自己的身體抵擋十尾的攻擊後傷重而死，此時額頭上終身束縛分家的咒印亦消失。

### 結局篇
第四次忍界大戰落幕後，木葉忍者村為包含寧次在內於本次戰役中戰死的忍者們舉辦喪禮並建立墓碑。事隔多年後，雛田帶著她和鳴人所生的女兒(漩渦向日葵)抵達寧次的墳前，用採來的向日葵對逝去多年的寧次致意。

### 博人傳-火影次世代-
出现在博人家中的相片中。

## 劇場版
在劇場版10《火影忍者劇場版：最終章》裡，寧次最後在鳴人與雛田結婚的大合照中出現，以黑白照片的方式被日向花火捧著，並且照片上寫著大大的幫復二字。

## 術
- 底色為 （杏仁白）色的表示該忍術為動畫、遊戲、劇埸版的原創。

| 忍術名稱                | 簡介 | 種類         | 等級 |
| ----------------------- | --- | ------------ | ---- |
| 白眼                    | 起源於大筒木輝夜的瞳術，偵察和輔助能力極強。擁有近乎360°的視角，可以看到周圍環境的査克拉流動情況，而且具有能洞察遠處的望遠眼及看透物體的洞察眼，還可以看見對方的經絡神經及穴道。利用査克拉使眼睛的能力倍數化，眼睛可看到方圓一公里以外的事物，其洞察力超越寫輪眼。 | 血繼限界     | -    |
| 柔拳                    | 日向一族独有体术，可以攻击敌人体内，制造体内查克拉混乱。 | 血繼限界、體 | -    |
| 柔拳法·點穴             | 封鎖對方的穴道，使對手不能使用查克拉力量 | 血繼限界、體 | -    |
| 八卦掌·回天             | 從身體的穴道釋放出查克拉力量，並透過自身快速地轉動將所有忍具及物理性攻擊都抵擋過去，被稱為另一種「絕對防禦」。 | 血繼限界、體 | -    |
| 八門崩擊                | PSP原創招式，使用柔拳去破壞對方的開、休、生、傷、杜、景、驚、死八門。 | 血繼限界、體 | -    |
| 八卦散擊                | PSP原創招式，查克拉以散亂射出，攻擊敵人的要害。 | 血繼限界、體 | -    |
| 八卦空掌                | 將對手置於八卦陣之內，用手打出査克拉衝擊波攻擊目標，以致對手傷害。 | 血繼限界、體 | -    |
| 八卦空壁掌              | 与雛田共同使用此术，用手打出查克拉冲击波攻击目标，以致对手两倍伤害。 | 血繼限界、體 | -    |
| 八卦·四天空掌           | PS2原創招式，使出四個八卦空掌將對方破壞。 | 血繼限界、體 | -    |
| 八卦·破山擊             | 動畫原創招式，八卦空掌的進化版，威力達致破壞岩山般巨大。此招式出現於動畫248話。 | 血繼限界、體 | -    |
| 柔拳法·一击身           | 從身體的穴道釋放出查克拉力量，並摆脱依附在身上的对手。 | 血繼限界、體 | -    |
| 柔拳法·八卦六十四掌     | 將對手置於八卦陣之內，以360度全方位的白眼向其身上六十四個主要穴位攻擊，使其査克拉停止流動。 | 血繼限界、體 | -    |
| 柔拳法·八卦一百二十八掌 | 動畫原創招式，將對手置於八卦陣之內，以360度全方位的白眼向其身上一百二十八個主要穴位攻擊，使其查克拉停止流動。此招式出現於動畫116話。 | 血繼限界、體 | -    |
| 柔拳法·八卦三百六十一式 | PS2原創招式，將對手置於八卦陣之內，以360度全方位的白眼向其身上三百六十一個主要穴位攻擊，使其查克拉停止流動，最後一掌使出柔拳，全力將敵方震飛。 | 血繼限界、體 | -    |